# Endstation Sehnsucht (1951)
Endstation Sehnsucht (Originaltitel A Streetcar Named Desire) ist ein US-amerikanisches Filmdrama des Regisseurs Elia Kazan aus dem Jahr 1951. Der Schwarzweißfilm basiert auf dem gleichnamigen Drama von Tennessee Williams.

## Handlung
Die Southern Belle Blanche DuBois steigt am Bahnhof von New Orleans aus. Die kultivierte, aber zerbrechlich wirkende Lehrerin möchte ihre schwangere Schwester Stella besuchen und benutzt für die Weiterfahrt vom Hauptbahnhof, die für den Film titelgebende Straßenbahnlinie, die zur Endstation Desire fährt. Bei ihrer Ankunft ist Blanche entsetzt über die beengten Platzverhältnisse, unter denen Stella und ihr gut gebauter Ehemann Stanley Kowalski in einem schnöden Arbeiterviertel leben; im Kontrast dazu steht die Herkunft von Blanche und Stella aus einer traditionsreichen und kultivierten Südstaatenfamilie. Schnell verschärft sich der Ton zwischen Blanche und Stanley, als sich herausstellt, dass der Familienlandsitz Belle Rêve („Schöner Traum“) verkauft werden musste, da die Gläubiger nicht mehr bezahlt werden konnten. Mit teuren Kleidern versucht Blanche, eine Fassade und Scheinwelt um sich aufrechtzuerhalten, bringt den bodenständigen Stanley damit aber nur weiter gegen sich auf.
Bei einer Pokerrunde lernt Blanche Stanleys Arbeitskollegen Harold „Mitch“ Mitchell kennen, der schnell große Sympathie für Blanche empfindet. Die Situation eskaliert, als Stanley nach einer verlorenen Runde Stellas Radio aus dem Fenster wirft. Beim folgenden Handgemenge schlägt der betrunkene Stanley Stella, die daraufhin zu den über ihnen wohnenden Nachbarn flieht. Stanley ist verzweifelt und schreit zu Stella hoch, dass sie wieder zu ihm herunterkommen solle, was diese dann auch tut. Am nächsten Tag normalisiert sich die Beziehung des Ehepaares wieder. 
Bei einem gemeinsamen Tanzabend wehrt Blanche erst Mitchs Annäherungsversuche ab und weigert sich dann vehement, ihr wahres Alter preiszugeben. Blanche erzählt Mitch von ihrer Jugendliebe, einem labilen und sensiblen jungen Mann namens Allan, der Selbstmord beging, nachdem Blanche ihm Schwäche vorwarf und ihn dafür verachtete.
Bei Blanches Geburtstagsfeier kommt es zum Eklat, als herauskommt, dass Stanley etwas über Blanches Vergangenheit weiß und davon Mitch erzählt hat. Von einem Vertreter, der auch in Blanches Heimatstadt Auriol unterwegs ist, hat Stanley erfahren, dass Blanche schon länger in einem drittklassigen Hotel namens Flamingo abgestiegen war und dort diverse Männerbekanntschaften gepflegt hatte. Weil unter diesen Affären auch ein 17-jähriger Schüler war, verlor sie ihre Anstellung als Lehrerin für Literatur an der ortsansässigen Schule. Der Streit, bei dem Blanche Stanley wegen seiner polnischen Herkunft mit „Polacke“ beschimpft, endet mit einsetzenden Wehen bei Stella, worauf Stanley sie ins Krankenhaus bringt. 
Am gleichen Abend kommt Mitch vorbei, um Blanche zur Rede zu stellen. Er hat sich Stanleys Behauptungen von dem Vertreter bestätigen lassen. Blanche wirkt verwirrt und wehrt sich dagegen, von Mitch bei hellem Licht betrachtet zu werden (Zitat Blanche: „Ich will nicht die Wahrheit, ich will Fantasie“). Schreiend wirft sie Mitch aus der Wohnung und flüchtet sich in Tagträume, bis Stanley aus dem Krankenhaus zurückkommt. Blanche erzählt Stanley, sie hätte ein Telegramm von einem Verehrer aus Texas erhalten, der sie auf eine Yacht in die Karibik eingeladen habe. Ohne Mühe durchschaut Stanley die Lüge und beginnt Blanche zu belästigen, er zerstört mit Gewalt ihre Illusionen. Als Blanche sich mithilfe einer abgebrochenen Flasche wehren will, kommt es zu einem ungleichen Kampf, an dessen Ende eine Vergewaltigung Blanches durch Stanley angedeutet wird.
In der nächsten Einstellung ist Stella mit ihrem Baby wieder zu Hause und Stanley spielt mit Mitch und zwei weiteren Freunden Poker. Blanche scheint jeden Bezug zur Realität verloren zu haben und erzählt von ihrer erfundenen Karibikkreuzfahrt. Blanche wird, offensichtlich auf Stanleys Initiative, von zwei Mitarbeitern einer Nervenheilanstalt abgeholt. Blanche wehrt sich zunächst, doch als ein älterer Arzt ihr vornehm die Hand reicht, geht sie friedlich mit ihnen mit (Zitat Blanche: „Wer auch immer Sie sind, ich habe mich immer auf die Freundlichkeit von Fremden verlassen“). Mitch ist zutiefst traurig; Stella beschließt mit ihrem Baby im Arm, sich von Stanley zu trennen.

## Unterschiede zum Stück
Im Gegensatz zu dem nur auf die Wohnung begrenzten Stück „öffnet“ sich dieses im Film auch für andere Schauplätze, beispielsweise spielen Szenen am Pier, in der Bowlinghalle und an Stanleys Arbeitsplatz. Trotzdem beließ Elia Kazan, insbesondere im späteren Teil des Films, die meisten Szenen in der Wohnung, um die klaustrophobische Wirkung der Wohnung auf die sich „eingesperrt“ fühlende Blanche zu zeigen.
Der Filmzensor Joseph Breen, der die Einhaltung des Hays Codes überwachte, hatte weitere Forderungen: So ist im Theaterstück von Williams eindeutig, dass Blanches verstorbener Ehemann homosexuell war und dass Blanche am Ende des Stücks von Stanley vergewaltigt wird. Da Homosexualität und Vergewaltigung im Hays Code verboten waren, mussten sie herausgenommen werden: Die Vergewaltigung Blanches wird nur angedeutet und Blanche beschreibt ihren toten Ehemann stattdessen als sehr sensibel und unerfahren.
Eine andere Änderung ist das Filmende: Im Theaterstück entscheidet sich Stella nicht dafür, Stanley zu verlassen, sondern scheint trotzdem bei ihm zu bleiben.

## Deutsche Fassung
Die deutsche Synchronfassung entstand 1951 bei der IFU in Remagen unter Synchronregie von Alfred Kirschner und nach einem Dialogbuch von Herbert W. Victor.
| Figur                   | Darsteller    | Dt. Synchronstimme    |
| ----------------------- | ------------- | --------------------- |
| Blanche DuBois          | Vivien Leigh  | Marianne Kehlau       |
| Stanley Kowalski        | Marlon Brando | Peer Schmidt          |
| Stella Kowalski         | Kim Hunter    | Carola Höhn           |
| Harold „Mitch“ Mitchell | Karl Malden   | Max Eckard            |
| Pablo Gonzales          | Nick Dennis   | Heinz Schimmelpfennig |
| Steve Hubbel            | Rudy Bond     | Wim Schroers          |
| Eunice Hubbell          | Peg Hillias   | Edith Robbers         |

## Rezeption

### Kritiken
Endstation Sehnsucht gilt als Meisterwerk, was sich auch in den Auswertungen US-amerikanischer Aggregatoren widerspiegelt. So erfasst Rotten Tomatoes fast ausschließlich wohlwollende Besprechungen und ordnet den Film dementsprechend als „Zertifiziert Frisch“ ein. Metacritic ermittelt aus den vorliegenden Bewertungen „Allgemeines Kritikerlob“.

„machtvolles und zugleich subtiles Melodram in einer unerreichten Kombination aus Bühnen- und Filmeffekten […] Wertung: außergewöhnlich“

„Kazan, der schon die Broadway-Uraufführung des Stücks von Tennessee Williams inszenierte, führt auch in dieser (theaternahen) Filmfassung Regie. Ein düsteres psychologisches Drama, sehr effektvoll gespielt.“

„Elia Kazans Leinwand-Adaption von Tennessee Williams´ Theaterstück ‚Endstation Sehnsucht‘ hat in vielerlei Hinsicht Filmgeschichte geschrieben. Das fängt an beim jazz-inspirierten Soundtrack von Alex North, der damals einen Wendepunkt in der Filmmusikkomposition markierte, und hört auf bei einer Handlung, die eine bis dahin kaum bekannte Wirklichkeitsnähe in Hollywood-Produktionen etablierte.“

### Auszeichnungen
- 1951 gab es bei den Internationalen Filmfestspielen von Venedig eine Auszeichnung für Vivien Leigh sowie eine Auszeichnung und eine Goldener Löwe-Nominierung für Elia Kazan.
- 1952 gewann der Film vier Oscars, und zwar in den Kategorien Beste Hauptdarstellerin (Vivien Leigh), Beste Nebendarstellerin (Kim Hunter), Bester Nebendarsteller (Karl Malden) sowie Bestes Szenenbild (Richard Day, George James Hopkins). Nominierungen gab es ferner in den Kategorien Bester Hauptdarsteller (Marlon Brando), Beste Kamera (Harry Stradling Sr.), Bestes Kostümdesign (Lucinda Ballard), Beste Regie (Elia Kazan), Beste Filmmusik (Alex North), Bester Film (Charles K. Feldman), Bester Ton (Nathan Levinson) sowie Bestes adaptiertes Drehbuch (Tennessee Williams).
- Ebenfalls 1952 gab es für den Film einen Golden Globe in der Kategorie Beste Nebendarstellerin (Kim Hunter) sowie Nominierungen in den Kategorien Bester Film – Drama und Beste Hauptdarstellerin – Drama
- 1953 gingen zwei British Film Academy Awards an den Film, und zwar in den Kategorien Beste britische Darstellerin (Vivien Leigh) und Bester Film.
- 1999 wurde der Film ins National Film Registry aufgenommen.

## Medien
DVD-Veröffentlichung:
- Endstation Sehnsucht. Special Edition 2-DVD-Set. Warner Home Video 2006

Soundtrack:
- Alex North: A Streetcar Named Desire. Motion Picture Score. Varèse Sarabande/Colosseum, Nürnberg 1995, Tonträger-Nr. VSD-5500 – digitale Neueinspielung der vollständigen Filmmusik sowie weiterer, im Film nicht verwendeter Stücke, davon durch das National Philharmonic Orchestra unter der Leitung von Jerry Goldsmith aus dem Jahr 1995
- Alex North: A Streetcar Named Desire. Symphonic Suite, auf: North: A Streetcar Named Desire · Max Steiner Suites. Original Soundtracks. Cloud Nine Records, London 1992, Tonträger-Nr. CNS 5003 – Auszüge der Originalaufnahme der Filmmusik (Mono), eingespielt unter der Leitung von Ray Heindorf